# آبخاز ۲۶۷۱
سیارک ۲۶۷۱ (به انگلیسی: 2671 Abkhazia، نامگذاری:1977QR2) دو هزار و ششصد و هفتاد و یکمین سیارک کشف شده‌است که در ۲۱ اوت ۱۹۷۷ کشف شد.
قدر مطلق سیارک برابر ۱۳٫۴۰ است.